# Jeannette-Insel
Die Jeannette-Insel (russisch остров Жаннетты) ist die östlichste der De-Long-Inseln im Archipel der Neusibirischen Inseln sowie auch die östlichste der Neusibirischen Inseln insgesamt. 
Die unbewohnte Insel liegt etwa 600 Kilometer nördlich der Nordküste Ost-Sibiriens in der Ostsibirischen See. Sie ist drei Kilometer lang und über einen Kilometer breit. Ihre Fläche beträgt 3,3 km². Eine kleine Eiskappe im Zentrum der Insel erreicht eine Höhe von 351 m. Die Oberfläche der Jeannette-Insel besteht überwiegend aus Sandstein.
Die Insel wurde am 16. Mai 1881 von einer US-amerikanischen Nordpolexpedition auf der USS Jeannette entdeckt. Sie erhielt den Namen des Expeditionsschiffs, der Archipel den des Expeditionsleiters George W. DeLong. Kurz nach der Entdeckung der Insel und ihrer Nachbarin, der Henrietta-Insel, wurde das Segelschiff am 13. Juni 1881 vom Eis zerdrückt und sank.